# Zeche Vereinigte Knappschaft & Vogelsang
Die Zeche Vereinigte Knappschaft & Vogelsang ist ein ehemaliges Steinkohlenbergwerk im heutigen Wetter-Albringhausen. Die Zeche befand sich im Bereich der heutigen Straßen Zechenweg und Am Overberge und ist aus der Konsolidation mehrerer eigenständiger Zechen entstanden.

## Bergwerksgeschichte
Bereits im Jahr 1787 war das Bergwerk unter diesem Namen in der Karte von Niemeyer eingetragen. Am 8. Mai des Jahres 1804 konsolidierten die Zechen Knappschaft und Vogelsang 2 zur Zeche Vereinigte Knappschaft & Vogelsang. Ein in südlicher Richtung aufgefahrener Stollen diente der Entwässerung des Grubenfeldes der Zeche. Zusätzlich wurden über diesen Stollen die benachbarten Felder entwässert, das war insbesondere der westliche Teil des späteren Grubenfeldes der Zeche Vereinigte Schlebusch. Im selben Jahr wurde begonnen, das Grubenfeld im geteuften Schacht auszurichten. Im Januar des Jahres 1807 wurde das Bergwerk stillgelegt. Am 2. Februar des Jahres 1811 wurde die Zeche wieder in Betrieb genommen und mit der Herrichtung begonnen. Im Anschluss daran wurde mit dem Abbau begonnen. Im Jahr 1815 wurde nachweislich Abbau betrieben. Im Jahr 1820 war der Förderschacht August in Betrieb. Am 6. November des Jahres 1825 wurde die Zeche Vereinigte Knappschaft & Vogelsang erneut stillgelegt. Am 24. Mai des Jahres 1848 wurde das Geviertfeld Neue Knappschaft & Vogelsang verliehen. Zusätzlich wurde das Geviertfeld Zur Vorsicht als Beilehen verliehen. Nach der Verleihung war die Zeche vermutlich zeitweise wieder in Betrieb. Am 13. Mai des Jahres 1859 und am 13. November des Jahres 1860 erfolgte die Konsolidation zur Zeche Vereinigte Schlebusch.

## Knappschaft
Die Zeche Knappschaft war ein Steinkohlenbergwerk in Wetter-Albringhausen. Über das Bergwerk ist nur wenig bekannt. Im Jahr 1786 erfolgte die Vermessung. Am 23. Februar des Jahres 1788 wurde ein Längenfeld verliehen. Im Anschluss daran wurde Abbau betrieben. Im Jahr 1795 wurde begonnen, einen Schacht zu teufen. Im Jahr 1802 wurde ebenfalls ein Schacht geteuft, ob es sich um denselben Schacht handelt, ist aus den Unterlagen nicht ersichtlich. Am 8. Mai des Jahres 1804 erfolgte die Konsolidation zur Zeche Vereinigte Knappschaft & Vogelsang.

## Vogelsang
Die Zeche Vogelsang war ein Steinkohlenbergwerk in Wetter-Albringhausen, auch über dieses Bergwerk wird nur wenig berichtet. Im Jahr 1786 erfolgte die Vermessung. Am 23. Februar des Jahres 1788 wurde ein Längenfeld verliehen, danach war das Bergwerk in Betrieb. Wie lange das Bergwerk in Betrieb war, ist nicht ersichtlich. Am 8. Mai des Jahres 1804 erfolgte die Konsolidation zur Zeche Vereinigte Knappschaft & Vogelsang.